# Дайте жалобную книгу
«Да́йте жа́лобную кни́гу» — советский художественный фильм, поставленный на киностудии «Мосфильм» в 1964 году режиссёром Эльдаром Рязановым.

## Сюжет
В Москве работает ресторан «Одуванчик», который пользуется у посетителей дурной славой. Персонал хамит и нерадиво обслуживает клиентов, кругом пыль и грязь, кухня отвратительна, жалобная книга всегда «занята».
И всё бы так и осталось, если бы в это злополучное место не пришёл журналист газеты «Юность» Никитин (Олег Борисов) и его коллеги. Столкнувшись с ужасным обслуживанием и к тому же по недоразумению попав в милицию, Никитин решил написать фельетон об этом ресторане. Статья получает серьёзный общественный резонанс.
Впоследствии сам Никитин влюбляется в директора этого ресторана — миловидную молодую женщину, Татьяну Александровну Шумову (Лариса Голубкина), и помогает ей переоборудовать старомодный ресторан в современное молодёжное кафе. В итоге, пройдя все перипетии бюрократизма, они достигают своей цели.

## Производство
Съёмка на улицах часто велась скрытой камерой, и участниками массовки становились ничего не подозревающие прохожие.
В фильме участвует знаменитая тройка Трус, Балбес и Бывалый (Георгий Вицин, Юрий Никулин и Евгений Моргунов), впервые появившаяся на экране в короткометражных картинах Леонида Гайдая. Тут они выступают в качестве работников магазина одежды, которые сначала конфликтуют с Никитиным в «Одуванчике», а затем продают старушке пальто.
В фильме герои поют песенку «Ну выйди, Татьяна…» на мотив мексиканской песни «Cielito Lindo».
Лариса Голубкина хотела исполнить песню «Добрый вечер», однако режиссёр ей возразил, что директор ресторана не может распевать «весёлые песенки».
Как обычно, одну из эпизодических ролей фильма — редактора газеты «Юность» — играет сам Эльдар Рязанов.
Эльдар Рязанов оценивал фильм как «сатирически-бытовую комедию».

## В ролях
В главных ролях
- Олег Борисов — Юрий Васильевич Никитин, корреспондент газеты «Юность»
- Лариса Голубкина — Татьяна Александровна Шумова, директор кафе-ресторана «Одуванчик»
- Анатолий Кузнецов — Иван Ильич Кондаков, чиновник Минторга, несостоявшейся жених Татьяны

В ролях
- Анатолий Папанов — Василий Васильевич Кутайцев, заместитель директора ресторана
- Николай Крючков — Николай Иванович, начальник управления торговли
- Николай Парфёнов — Иван Семёнович Постников, общепитовский начальник
- Татьяна Гаврилова — Клавдия Распопова, официантка
- Нина Агапова — Зинаида, буфетчица
- Рина Зелёная — пожилая певица в ресторане «Одуванчик»
- Феликс Яворский — журналист, друг Никитина
- Джемал Сихарулидзе — Тенгиз Дусаев, журналист, друг Никитина и муж Маши, с которой они временно живут у Никитина
- Микаэла Дроздовская — Маша, жена Дусаева, сотрудница редакции газеты «Юность»
- Наталья Суровегина — Рая, официантка
- Зоя Исаева — Вера, официантка
- Юрий Никулин — продавец в магазине одежды
- Георгий Вицин — заведующий отделом в магазине одежды
- Евгений Моргунов — директор магазина одежды
- Юрий Белов — Герман Никифорович, журналист, друг Никитина
- Владимир Балон — журналист, друг Никитина
- Георгий Тусузов — Павел Кузьмич, швейцар ресторана «Одуванчик»
- Георгий Светлани — пожилой скрипач в оркестре ресторана
- Александр Леньков — Павлик, пианист, руководитель молодёжного ансамбля
- Лариса Мондрус — певица в обновлённом «Одуванчике» (в титрах как: Л. Мандрус)
- Зоя Фёдорова — Екатерина Ивановна, дворник
- Михаил Пуговкин — игрок в домино
- Леонид Чубаров — милиционер
- Эльдар Рязанов — главный редактор газеты «Юность»
- Владимир Ширяев — Саша, студент-энтузиаст
- Семён Гальперин — аккордеонист молодёжного ансамбля

## Съёмочная группа
- Авторы сценария — Александр Галич, Борис Ласкин
- Режиссёр — Эльдар Рязанов
- Операторы — Анатолий Мукасей, Владимир Нахабцев
- Художник — Владимир Каплуновский
- Композитор — Анатолий Лепин